# Bernard Kuntz
Pour les articles homonymes, voir Kuntz.
Bernard Kuntz, est un syndicaliste professeur agrégé de lettres modernes,  né le 16 juin 1951 à Dijon (Côte-d'Or), ancien président du SNALC (1997-2011), et désormais membre de Force ouvrière. 

## Biographie
Né dans un milieu ouvrier (son père était chef outilleur dans la métallurgie), il a épousé à Grenoble le 18 octobre 1975 Nicole Kuntz, professeur agrégée de lettres classiques au Lycée A. Triboulet de Romans-sur-Isère, candidate en 2008 en première position sur la liste du SNALC à la CAPA de Grenoble (où elle a été élue) et en septième position sur celle de la CAPN (où elle n'a pas été élue)  et depuis 2009, secrétaire de la section académique du SNALC-Grenoble. Bernard Kuntz est père de deux enfants.
Bernard Kuntz a fait ses  études à Grenoble. Il obtient le CAPES de lettres modernes. En 2003, il est promu agrégé de lettres modernes sur liste d'aptitude. 
Bernard Kuntz est professeur au Collège Le Savouret de Saint-Marcellin (Isère). Il a d'abord adhéré au SGEN, puis, en 1984, il s’inscrit au Syndicat National des Lycées et Collèges (SNALC-CSEN). De 1986 à 1989, il est Secrétaire du SNALC-CSEN pour l’académie de Grenoble, puis, de 1989 à 1990, il est responsable des collèges au SNALC-CSEN. En mai 1990, il entre au Bureau National et devient de 1992 à décembre 1996, secrétaire national à la pédagogie du SNALC-CSEN. Après la mort de Jean-Marcel Champion, il occupe de décembre 1996 à avril 1997 les fonctions de vice-président par intérim du Syndicat National des Lycées et Collèges. 
Du 1er avril 1997 au 5 janvier 2011, il est Président du Syndicat National des Lycées et Collèges (SNALC). De septembre 2003 à mai 2011, il est également secrétaire général de la CSEN. Par arrêté du ministre de l’Education nationale, de l’enseignement supérieur et de la recherche en date du 28 août 2006, il est nommé membre du comité consultatif  auprès du Haut Conseil de l’éducation. En 2008-2009, il est secrétaire général adjoint de la FGAF puis en 2009, secrétaire national de la FGAF avant de redevenir, de 2009 à 2011, secrétaire général adjoint de la FGAF.
Le 16 mai 2011, cinq mois avant les élections professionnelles, il annonce qu'il quitte le SNALC-CSEN-FGAF pour rejoindre le syndicat Force ouvrière, en déclarant qu'il trouvera chez ce syndicat une plus grande liberté.

## Publications
- Les déshérités du savoir (en collaboration avec  Armel Pecheul),  Frison-Roche, 1996 (lauréat du Grand prix d’Enseignement et Liberté)
- Prof de droite ? le crépuscule scolaire et idéologique de gauche, Paris : F.-X. de Guibert, 2000[5]
- Planète Rimbe, Edilivre, 2007[6]
- Faut-il en finir avec le collège unique ? Magnard, 2009, avec Philippe Meirieu

## Prix
- Grand prix d'Enseignement et Liberté 1996[7].